# 나쿠타촌
나쿠타촌(일본어: 名久田村)은 일본 군마현의 북서부, 아가쓰마군에 속해있던 촌이다.

## 역사
- 1889년 4월 1일 - 정촌제 시행에 의해 아가쓰마군 나쿠타촌이 성립하였다.
- 1955년 4월 15일 - 나카노조정, 사와다촌, 이사마촌과 합병해 나카노조정이 되었다.

## 참고 문헌
- 角川日本地名大辞典編纂委員会, 『角川日本地名大辞典 10 群馬県』1988, 角川書店